# Контура тона
Контура тона је тон у тонском језику који се мења из једне висине у другу преко слога или речи. Контуре тона су врло чести у источној| и југоисточној Азији, али се налазе и у другим местима, као што су Кру језици Либерије и Џу језици Намибије.

## Појмови
Када се висина тона спушта, контура се назива силазни тон, када се успиње узлазни тон, кад се спушта а затим се врати силазно-узлазни тон, а када се диже а затим се врати зове се узлазно-силазни тон. Тон у контурним тонским језику који остаје на отприлике једнакој висини се назива равни тон. Тонови који су прекратки да изложе било какву контуру, обично због коначног плозивног сугласника, могу се звати скраћен или прекинут тон.

## Фонетске конвенције
Постоје три фонетске конвенције за транскрипцију контуру тона.
1. Дијакритици као што су  и  се користе за силазне и узлазне тонове. Дијакритици за силазно-узлазне и узлазно-силазне тонове, као и за разликовање између нижих и виших узлазних или силазних тона, нису широко подржане рачунарским фонтовима још до 2008. године.
2. Тонска слова као што су средње равни , високо силазни , ниско силазни , средно узлазни , ниско узлазни , силазно-узлазни  и узлазно-силазни .
3. Нумеричка замена за тонска слова. Седам тонова изнад могу се написати 33, 51, 21, 35, 13, 214, 341, за азијски језик, или 33, 15, 45, 31, 53, 452, 325, за афрички или амерички језик. Ово је зато што азијска нумеричка транскрипција је редна скала на основу основне фреквенције , док је американска нумеричка транскрипција редна скала на основу периодичности уместо фреквенције. Ове две особине сигнала је обрнуто пропорционални једним другима у смислу њихових математичких односа.

## Карактеристике
Контурски тонови се разликују од регистарских тонова, где дијакритици као што су високи , средњи , и ниски  су обично довољни за транскрипцију. Ови су такође кориштени за високе, средње и ниске равне тонове.